# فلوروگلوسینول کربوکسیلیک اسید
فلوروگلوسینول کربوکسیلیک اسید (به انگلیسی: Phloroglucinol carboxylic acid) با فرمول شیمیایی C7H6O5 یک ترکیب شیمیایی با شناسه پاب‌کم ۶۶۵۲۰ است. که جرم مولی آن ۱۷۰٫۱۱۹۵۴ گرم بر مول می‌باشد.